# Holden WN
De Holden WN-serie volgde in 2013 de WM-serie op als de luxeserie van het Australische automerk Holden. Deze werd geïntroduceerd met slechts één model, de Holden Caprice. De Holden Statesman was reeds in 2010 geschrapt door een te lage verkoop.

## Geschiedenis
De WN heeft opnieuw het platform van de Commodore overgenomen en is uiterlijk nauwelijks gewijzigd ten opzichte van de WM. Het interieur en de velgen werden wel vervangen, en werd overgenomen uit de Holden Calais V. Verder is de serie op het vlak van uitrusting en technologie in lijn gebracht met de VF-serie.

## Modellen
- Mei 2013: Holden Caprice
- Mei 2013: Holden Caprice V